# エブリン・ベルムデス
エブリン・ベルムデス（Evelyn Bermúdez、1996年4月1日 - ）は、アルゼンチンのプロボクサー。サンタフェ州ガルベス出身。現IBF・WBO女子世界ライトフライ級統一王者。
姉は元女子世界3階級王者のダニエラ・ベルムデス。

## 来歴
2016年10月22日、ロザリオにてAdriana Maldonado戦でデビューし判定勝利。
2018年9月28日、Vanesa Lorena Tabordaとの南米女子スーパーフライ級王座決定戦に挑み、3-0判定で初タイトル獲得。
2018年12月29日、グアダルーペ・バウティスタが持つIBF女子世界ライトフライ級王座に挑戦し、2-1の僅差判定で勝利し初の世界王座戴冠を果たした。同じ興行で姉のダニエラもWBO女子世界バンタム級王座の防衛に成功している。
2019年1月25日、Luisana Bolivarに5回TKOで初防衛に成功。
2019年7月6日、メキシコシティーでSilvia Torresと1-1半手の引き分けで2度目の防衛成功。
2021年7月4日、タマラ・デマルコに9回TKOで3度目の防衛成功。
2022年1月7日、Yaditza Perezに3回TKOで4度目の防衛成功。
2022年3月26日、Debora Rengifo相手にIBF5度目の防衛と空位のWBO王座を懸けて対戦し、5回TKOでIBF5度目の防衛とWBO奪取に成功。
2022年7月23日、Yairineth Altuveを3-0判定で降しIBF王座6度目とIBF王座初防衛に成功。
2022年11月26日、WBO・IBFミニマム級王者ヨカスタ・バジェを相手にIBFは7度目、WBOは2度目の防衛戦を行うが、0-2の判定でプロ初黒星を喫し王座陥落。
2023年3月10日、バジェが返上したIBF・WBO女子世界ライトフライ級王座を懸けてTania Enriquezと対戦し、3-0判定で勝利し王座返り咲きを果たした。
2023年10月7日、カンダ・ラヴェルにて元WBC王者キム・クラヴェルとのIBF・WBO王座防衛戦を行い、2-1判定で両団体王座の初防衛を果たした。
2024年5月4日、ヘシカ・バスルトとIBF・WBO王座防衛戦を行い、8回TKO勝ちで両団体王座の2度目の防衛を果たした。
2025年3月9日、元WBA女子世界スーパーフライ級王者および元WBO女子世界ライトフライ級王者の天海ツナミとIBF・WBO王座防衛戦を行い、3-0判定で両団体王座の3度目の防衛を果たした。

## 戦績
- プロボクシング：22戦 20勝 (7KO) 1敗 1分

| 戦           | 日付           | 勝敗 | 時間    | 内容    | 対戦相手                               | 国籍         | 備考                                         |
| ------------ | -------------- | ---- | ------- | ------- | -------------------------------------- | ------------ | -------------------------------------------- |
| 1            | 2016年10月22日 | ☆    | 4R      | 判定3-0 | アドリアナ・ロレナ・ギセル・マルドナド | アルゼンチン | プロデビュー戦                               |
| 2            | 2016年12月23日 | ☆    | 2R      | TKO     | ロミナ・ベレン・ゴロシト               | アルゼンチン |                                              |
| 3            | 2017年3月18日  | ☆    | 4R      | 判定3-0 | ビクトリア・アレクシス・モレイラ       | アルゼンチン |                                              |
| 4            | 2017年6月17日  | ☆    | 4R      | 判定3-0 | マリアネラ・ラミレス                   | アルゼンチン |                                              |
| 5            | 2017年11月25日 | ☆    | 6R      | TKO     | ロサ・ラウラ・サラサール               | アルゼンチン |                                              |
| 6            | 2018年1月26日  | ☆    | 6R      | 判定3-0 | マリア・ラウラ・カノ                   | アルゼンチン |                                              |
| 7            | 2018年2月23日  | ☆    | 6R      | 判定3-0 | マカレナ・ガジャステギ                 | アルゼンチン |                                              |
| 8            | 2018年5月19日  | ☆    | 6R      | 判定3-0 | デボラ・バネサ・ゴメス                 | アルゼンチン |                                              |
| 9            | 2018年8月24日  | ☆    | 6R      | 判定3-0 | ナタリア・ホセフィア・アルデレテ       | アルゼンチン |                                              |
| 10           | 2018年9月28日  | ☆    | 10R     | 判定3-0 | バネサ・ロレナ・タボルダ               | アルゼンチン | FESUBOX女子スーパーフライ級王座決定戦        |
| 11           | 2018年12月29日 | ☆    | 10R     | 判定2-1 | グアダルーペ・バウティスタ             | メキシコ     | IBF女子世界ライトフライ級タイトルマッチ      |
| 12           | 2019年1月25日  | ☆    | 5R      | TKO     | ルイサナ・ボリバル                     | ベネズエラ   | IBF防衛1                                     |
| 13           | 2019年7月6日   | △    | 10R     | 判定1-1 | シルビア・トーレス                     | メキシコ     | IBF防衛2                                     |
| 14           | 2020年12月4日  | ☆    | 6R      | 判定3-0 | アイサ・アデマ                         | アルゼンチン |                                              |
| 15           | 2021年7月4日   | ☆    | 9R      | TKO     | タマラ・デマルコ                       | アルゼンチン | IBF防衛3                                     |
| 16           | 2022年1月7日   | ☆    | 3R      | TKO     | ヤディトサ・ペレス                     | パナマ       | IBF防衛4                                     |
| 17           | 2022年3月26日  | ☆    | 5R 1:36 | TKO     | デボラ・レンジフォ                     | ベネズエラ   | WBO女子世界ライトフライ級王座決定戦 IBF防衛5 |
| 18           | 2022年7月23日  | ☆    | 10R     | 判定3-0 | ヤイリネス・アルツーブ                 | ベネズエラ   | IBF防衛6・WBO防衛1                           |
| 19           | 2022年11月26日 | ★    | 10R     | 判定0-2 | ヨカスタ・バジェ                       | コスタリカ   | IBF・WBO陥落                                 |
| 20           | 2023年3月10日  | ☆    | 10R     | 判定3-0 | タニア・エンリケス                     | メキシコ     | IBF・WBO女子世界ライトフライ級王座決定戦     |
| 21           | 2023年10月7日  | ☆    | 10R     | 判定2-1 | キム・クラヴェル                       | カナダ       | IBF防衛1・WBO防衛1                           |
| 22           | 2024年5月4日   | ☆    | 8R 1:40 | TKO     | ジェシカ・バスルト・サラサール         | メキシコ     | IBF防衛2・WBO防衛2                           |
| 23           | 2025年3月8日   | ☆    | 10R     | 判定3-0 | 天海ツナミ（山木）                     | 日本         | IBF防衛3・WBO防衛3                           |
| テンプレート |                |      |         |         |                                        |              |                                              |

## 獲得タイトル
- FESUBOX女子スーパーフライ級王座
- IBF女子世界ライトフライ級王座（1期目: 防衛6、2期目: 防衛3）
- WBO女子世界ライトフライ級王座（1期目: 防衛1、2期目: 防衛3）